# Folclore de Azerbaiyán
El folklore azerbaiyano (azerbaiyano: folkloru azərbaycan) es la tradición popular del pueblo azerbaiyano que se ha desarrollado a lo largo de los siglos. Está plasmado explícitamente en una gran colección de narrativas e implícitamente en artes representativas, como la pintura de jarrones y ofrendas votivas.

## Fuentes

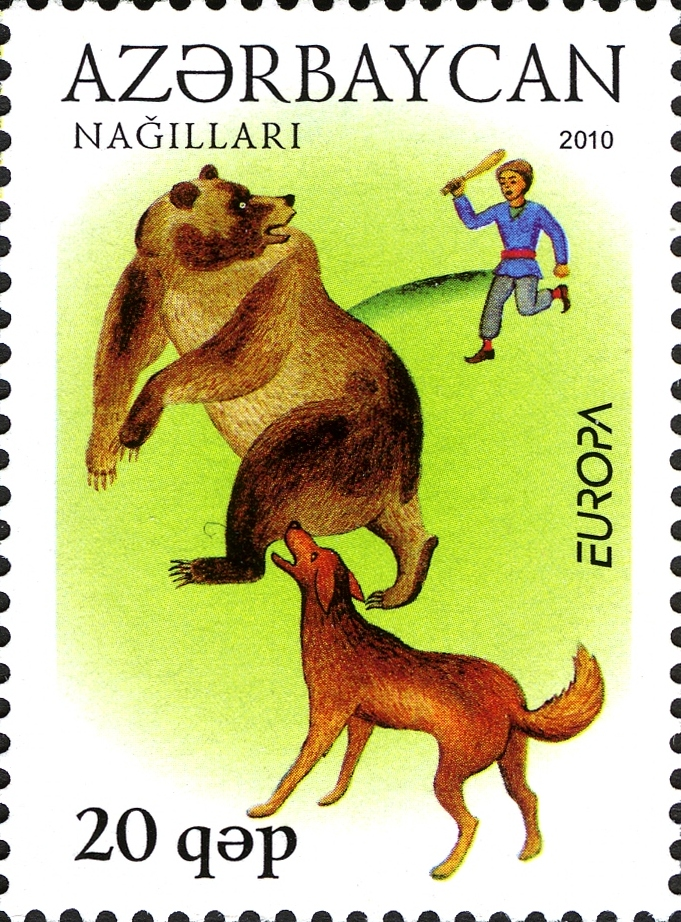
Estampilla de 2010

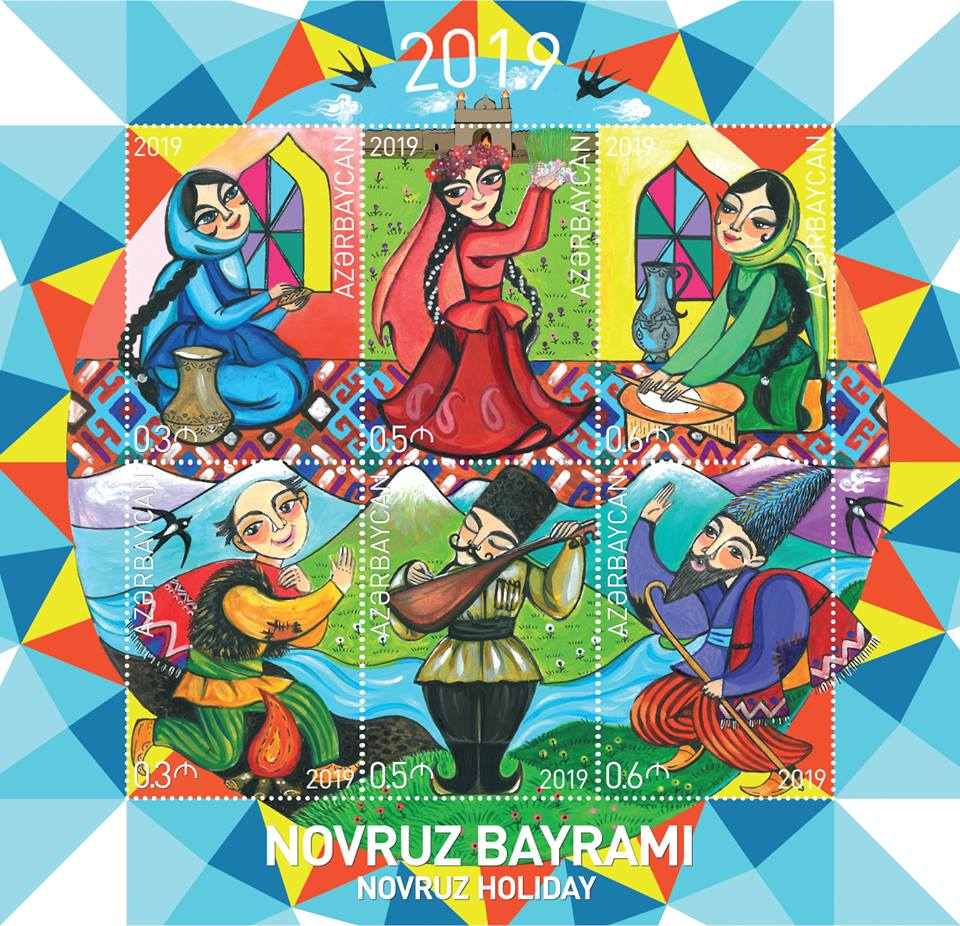
Sellos de Azerbaiyán 2019.

### Koroǧlu
La historia de Koroǧlu (literalmente hijo de un ciego) comienza con la pérdida de la vista de su padre. El señor feudal Hasan Khan deja ciego a su jefe de cuadras, Ali Kişi, por una infracción trivial arrancándole los ojos. El personaje de Köroǧlu está respaldado por varias pruebas históricas. A finales del siglo XVI, el Koroǧlu histórico fue un líder de la rebelión jelali, que estalló en Azerbaiyán en la zona fronteriza entre Persia y Turquía. Según el erudito turco Pertev Naili Boratov, el sultán turco ordenó atrapar al líder de los jelali llamado Köroǧlu durante la década de 1580.

### Libro de Dede Korkut
Korkut es un anciano de barba blanca, narrador del cuento y guardián de la tradición épica. El libro de Dede Korkut es conocido en el mundo moderno por los dos manuscritos que pertenecen a finales del siglo XVI.

### Baba-I Amir
Baba-I Amir fue un personaje cómico del folclore azerbaiyano.

### Bayati
"Bayati" es una poesía popular azerí corta y antigua conformada por cuatro líneas con siete sílabas en cada una que representa los sentimientos humanos en forma poética. Varias formas de este género se diferencian entre sí de acuerdo con su forma y tema. Por ejemplo, bayati-baglama, bayati deyishme (competencia al decir bayati), vesfi-hal (alabanza), holavar (poemas laborales). En estos versículos, se enfatizan principalmente antiguos remedios como el agua-menta, la  menta verde, manzanilla y albahaca usados como tratamiento médico.

### Poesía Ashik
La poesía Ashik es conocida como una antigua actuación poética popular en el Cáucaso. Los poetas-cantantes llamados ashiks narraban cuentos y leyendas antiguas con un instrumento de cuerda llamado kobuz en Azerbaiyán. De esta manera se conservan hasta hoy cuentos populares como Köroǧlu y El libro de Dede Korkut. El dastan heroico de Köroǧlu es la epopeya ashik azerbaiyana más famosa. La historia básica se extendió desde el supuesto lugar de origen, Anatolia o Azerbaiyán, hasta Turkmenistán, Uzbekistán, Tayikistán cambiando su contenido y personaje en cada lugar. En Oriente Medio el ashiks es considerado poeta, cantante, compositor o músico. En azerbaiyano, el significado es amante de la naturaleza y vida y aceptado como creador de música y poesía folclóricas nacionales.

### Cantos y bailes ceremoniales
Las fuerzas naturales fueron el tema principal de las muestras de folclore nacional y la gente trató de expresarlas con palabras o movimientos. Las canciones y bailes ceremoniales más populares fueron Kosa-Kosa, Godu-Godu, Nouruz y Xidir Nabi, que muestran géneros dramáticos del folclore azerí.

## Instituto de folclore
El instituto de folklore de Azerbaiyán se estableció en 1994 sobre la base del Instituto de Literatura que lleva el nombre de Academia Nacional de Ciencias de Azerbaiyán Nezami (ANAS).
En 2012, se inauguró el Departamento de Folklore y Minorías Étnicas en el Instituto de Folclore de Azerbaiyán. Su principal objetivo es organizar la preservación e investigación de las muestras de folclore reunidas.